# Rusniv, Volodîmîr-Volînskîi
Rusniv (în ucraineană Руснів) este un sat în comuna Bubniv din raionul Volodîmîr-Volînskîi, regiunea Volînia, Ucraina.

## Demografie
Componența lingvistică a localității Rusniv
     Ucraineană (99,03%)
     Alte limbi (0,97%)
Conform recensământului din 2001, majoritatea populației localității Rusniv era vorbitoare de ucraineană (99,03%), existând în minoritate și vorbitori de alte limbi.